# ریو تامورا (کمدین)
ریو تامورا (انگلیسی: Ryō Tamura؛ زادهٔ ۸ ژانویهٔ ۱۹۷۲) بازیگر، و شخصیت‌های تلویزیونی در ژاپن اهل ژاپن است.